# PowerDNS
PowerDNS는 C++로 제작된 DNS 서버 시스템이다. GPL 라이선스를 사용한다.